# ザック・デューク
ザカリー・トーマス・デューク（Zachary Thomas Duke、1983年4月19日 - ）は、アメリカ合衆国・テキサス州ボスキー郡クリフトン出身のプロ野球選手（投手）。左投左打。現在は、フリーエージェント（FA）。

## 経歴

### プロ入りとパイレーツ時代
2001年のMLBドラフト20巡目（全体594位）でピッツバーグ・パイレーツから指名され、7月31日に契約。
2002年、ルーキー級ガルフ・コーストリーグ・パイレーツでプロデビュー。11試合に先発登板して8勝1敗、防御率1.95、48奪三振を記録した。
2003年はA級ヒッコリー・クロウダッズでプレーし、26試合に先発登板して8勝7敗、防御率3.11、113奪三振を記録した。
2004年はA+級リンチバーグ・ヒルキャッツとAA級アルトゥーナ・カーブの2球団合計でパイレーツ傘下のマイナー選手として最多の15勝を挙げ、142奪三振は2位となった。この活躍を受け、パイレーツ傘下の最優秀マイナー投手やカロライナリーグの最優秀投手に選出された。
2005年はAAA級インディアナポリス・インディアンスで開幕を迎え、16試合に登板して12勝3敗・防御率2.92・66奪三振の好成績を残し、7月1日にパイレーツとメジャー契約を結んでアクティブ・ロースター入りした。7月2日のミルウォーキー・ブルワーズ戦でメジャーデビュー。7回を5安打3失点9奪三振に抑えたが、勝ち負けは付かなかった。メジャー2試合目の登板となった7月7日から8月18日にかけて6連勝を記録。7月・8月と2ヶ月連続で月間最優秀新人を受賞。7月に記録した月間防御率0.87は両リーグ1位（25イニング以上）、22イニング連続無失点はナショナルリーグ新人選手としては2001年にロイ・オズワルトが24イニング連続無失点を記録して以降の最長記録となった。8月23日の登板の後、27日に15日間の故障者リスト入りとなり、9月16日のシンシナティ・レッズ戦で復帰。この年は14試合に登板し、8勝2敗を記録。新人王の投票では5位に入った。
2006年は開幕から先発ローテーションの一角として34試合に登板。ホームで9勝4敗と勝ち越したが一方、アウェーでは1勝11敗と負け越した。
2007年3月7日にパイレーツと1年契約に合意。初の開幕投手を務めるも肘を痛め、6月1日から15日間の故障者リスト入りし、8月14日に60日間の故障者リストへ異動した。シーズン終盤の9月に復帰を果たし、シーズン終了までに3試合に登板した。この年は20試合（先発19試合）に登板して3勝8敗、防御率5.53、41奪三振を記録した。
2008年3月10日にパイレーツと1年契約に合意。この年は31試合に先発登板して5勝14敗、防御率4.82、87奪三振を記録した。
2009年1月20日にパイレーツと220万ドルの1年契約に合意。開幕後は8勝8敗・防御率3.29の成績で、右肘を痛めたマット・ケインに代わりオールスターに選出された。パイレーツの先発投手としては1995年のデニー・ネーグル以来14年ぶり。オールスター以降、3勝8敗、防御率5.17と調子を落とし、リーグワーストの16敗を喫した。
2010年1月19日にパイレーツと1年契約に合意。この年は29試合に先発登板して8勝15敗、防御率5.72と結果を残せず、オフの11月19日にDFAとなった。

### ダイヤモンドバックス時代
2010年11月24日にシーザー・バルデスとのトレードでアリゾナ・ダイヤモンドバックスへ移籍した。12月2日にダイヤモンドバックスと350万ドルの1年契約（2012年・550万ドルのミューチュアル・オプション付き）に合意した。
2011年3月30日に左手の骨折で15日間の故障者リスト入りし、5月28日に復帰した。この年は21試合に登板して3勝4敗、防御率4.93だった。チームはディビジョンシリーズに進出したが、ロースター入りすることはできなかった。オフの10月31日にダイヤモンドバックスがミューチュアル・オプションを破棄したため、FAとなった。

### ナショナルズ時代
2012年1月27日にヒューストン・アストロズとマイナー契約を結んだ。スプリングトレーニングでは4試合に登板したが、0勝3敗、防御率11.30と結果を残せず、開幕前の3月27日に自由契約となった。
その後、3月29日にワシントン・ナショナルズとマイナー契約を結んだ。開幕後は傘下のAAA級シラキュース・チーフスで26試合に登板して15勝5敗、防御率3.51、91奪三振を記録した。9月3日にナショナルズとメジャー契約を結んだ。昇格後はリリーフとして8試合に登板し、1勝0敗、防御率1.32、10奪三振を記録した。オフの12月3日にナショナルズと1年契約に合意した。
2013年は開幕ロースター入りし、開幕後はリリーフとして12試合に登板したが、1勝1敗、防御率8.71と結果を残せず、6月4日にDFAとなった。その後、6月10日に自由契約となった。

### レッズ時代
2013年6月13日にレッズとマイナー契約を結んだ。契約後はAAA級ルイビル・バッツでプレーしていたが、8月3日に自由契約となった。8月13日にレッズとマイナー契約で再契約した。AAA級ルイビルでは26試合に登板して2勝0敗、防御率1.30、34奪三振を記録した。8月30日にレッズとメジャー契約を結び、14試合に登板して0勝1敗、防御率0.84、7奪三振を記録した。オフの10月31日にFAとなった。

### ブルワーズ時代
2014年1月15日にブルワーズとマイナー契約を結び、3月25日にメジャー契約を結んだ。開幕後はリリーフとして起用され、自己最多の74試合に登板。5勝1敗、防御率2.45、74奪三振と完全復活を果たした。オフの10月30日にFAとなった。

### ホワイトソックス時代
2014年11月18日にシカゴ・ホワイトソックスと総額1500万ドルの3年契約を結んだ。
2015年、2年連続70試合以上となる71試合に投げて、通算350試合登板を突破。だが、60.2イニングで本塁打を9本も浴びて、防御率も前年から1.00近く悪化するなど、やや調子を落としたシーズンとなった。
2016年もブルペンの中心格としてフル起用され、シーズン途中の時点で53試合に登板して2勝0敗1セーブ、防御率2.63、WHIP1.25という好成績を残していた。特に際立っていたのは奪三振率の高さで、37.2イニングで42奪三振・奪三振率10.0を記録していた。

### カージナルス時代
2016年7月31日にチャーリー・ティルソンとのトレードで、セントルイス・カージナルスへ移籍した。カージナルス加入後は調子を上げ、28試合のリリーフ登板で防御率1.93・1敗1セーブ・WHIP1.29・奪三振率10.0という好成績を記録した。課題としては、四球を出す頻度が高く与四球率は5.0だった。なお、ホワイトソックスとの合算では、81試合のリリーフ登板で防御率2.36・2勝1敗2セーブ、61.0イニングで29四球、68奪三振、WHIP1.26という素晴らしい成績が残った。登板試合数は、同年のメジャー全体2位だった。シーズン終了後にトミー・ジョン手術を受け、2017年シーズンは全休の見込みであったが、7月22日のシカゴ・カブス戦で復帰した。オフの11月2日にFAとなった。

### ツインズ時代
2017年12月26日にミネソタ・ツインズと1年契約を結んだ。

### マリナーズ時代
2018年7月30日にチェイス・デヨング、ライアン・コステロとのトレードで、金銭と共にシアトル・マリナーズへ移籍した。オフの10月29日にFAとなった。

### レッズ復帰
2019年2月11日にレッズと1年200万ドルの契約を結んだ。7月1日にDFAとなり、6日に自由契約となった。

## 詳細情報

### 年度別投手成績
| 年 度     | 球 団     | 登 板 | 先 発 | 完 投 | 完 封 | 無 四 球 | 勝 利 | 敗 戦 | セ 丨 ブ | ホ 丨 ル ド | 勝 率 | 打 者 | 投 球 回 | 被 安 打 | 被 本 塁 打 | 与 四 球 | 敬 遠 | 与 死 球 | 奪 三 振 | 暴 投 | ボ 丨 ク | 失 点 | 自 責 点 | 防 御 率 | W H I P |
| --------- | --------- | ----- | ----- | ----- | ----- | -------- | ----- | ----- | -------- | ----------- | ----- | ----- | -------- | -------- | ----------- | -------- | ----- | -------- | -------- | ----- | -------- | ----- | -------- | -------- | ------- |
| 2005      | PIT       | 14    | 14    | 0     | 0     | 0        | 8     | 2     | 0        | 0           | .800  | 341   | 84.2     | 79       | 3           | 23       | 2     | 2        | 58       | 1     | 0        | 20    | 17       | 1.81     | 1.20    |
| 2006      | PIT       | 34    | 34    | 2     | 1     | 0        | 10    | 15    | 0        | 0           | .400  | 935   | 215.1    | 255      | 17          | 68       | 6     | 7        | 117      | 8     | 1        | 116   | 107      | 4.47     | 1.50    |
| 2007      | PIT       | 20    | 19    | 0     | 0     | 0        | 3     | 8     | 0        | 0           | .273  | 482   | 107.1    | 161      | 14          | 25       | 2     | 3        | 41       | 0     | 1        | 74    | 66       | 5.53     | 1.73    |
| 2008      | PIT       | 31    | 31    | 1     | 1     | 0        | 5     | 14    | 0        | 0           | .263  | 829   | 185.0    | 230      | 19          | 47       | 1     | 7        | 87       | 2     | 2        | 111   | 99       | 4.82     | 1.50    |
| 2009      | PIT       | 32    | 32    | 3     | 1     | 0        | 11    | 16    | 0        | 0           | .407  | 891   | 213.0    | 231      | 23          | 49       | 0     | 3        | 106      | 2     | 1        | 101   | 96       | 4.06     | 1.31    |
| 2010      | PIT       | 29    | 29    | 0     | 0     | 0        | 8     | 15    | 0        | 0           | .348  | 730   | 159.0    | 212      | 25          | 51       | 2     | 4        | 96       | 4     | 3        | 115   | 101      | 5.72     | 1.65    |
| 2011      | ARI       | 21    | 9     | 0     | 0     | 0        | 3     | 4     | 1        | 0           | .429  | 338   | 76.2     | 101      | 6           | 19       | 0     | 1        | 32       | 1     | 0        | 42    | 42       | 4.93     | 1.57    |
| 2012      | WSH       | 8     | 0     | 0     | 0     | 0        | 1     | 0     | 0        | 0           | 1.000 | 56    | 13.2     | 11       | 0           | 4        | 0     | 0        | 10       | 0     | 0        | 2     | 2        | 1.32     | 1.10    |
| 2013      | WSH       | 12    | 1     | 0     | 0     | 0        | 1     | 1     | 0        | 0           | .500  | 101   | 20.2     | 31       | 2           | 8        | 3     | 1        | 11       | 1     | 0        | 22    | 20       | 8.71     | 1.89    |
| 2013      | CIN       | 14    | 0     | 0     | 0     | 0        | 0     | 1     | 0        | 1           | .000  | 41    | 10.2     | 8        | 1           | 2        | 0     | 0        | 7        | 1     | 0        | 1     | 1        | 0.84     | 0.94    |
| '13計     | CIN       | 26    | 1     | 0     | 0     | 0        | 1     | 2     | 0        | 1           | .333  | 142   | 31.1     | 39       | 3           | 10       | 3     | 1        | 18       | 2     | 0        | 23    | 21       | 6.03     | 1.56    |
| 2014      | MIL       | 74    | 0     | 0     | 0     | 0        | 5     | 1     | 0        | 12          | .833  | 238   | 58.2     | 49       | 3           | 17       | 1     | 0        | 74       | 3     | 0        | 19    | 16       | 2.45     | 1.13    |
| 2015      | CWS       | 71    | 0     | 0     | 0     | 0        | 3     | 6     | 1        | 26          | .333  | 255   | 60.2     | 47       | 9           | 32       | 4     | 3        | 66       | 0     | 0        | 26    | 23       | 3.41     | 1.30    |
| 2016      | CWS       | 53    | 0     | 0     | 0     | 0        | 2     | 0     | 1        | 20          | 1.000 | 159   | 37.2     | 31       | 2           | 16       | 3     | 2        | 42       | 2     | 0        | 11    | 11       | 2.63     | 1.25    |
| 2016      | STL       | 28    | 0     | 0     | 0     | 0        | 0     | 1     | 1        | 6           | .000  | 99    | 23.1     | 17       | 0           | 13       | 0     | 2        | 26       | 2     | 0        | 5     | 5        | 1.93     | 1.29    |
| '16計     | STL       | 81    | 0     | 0     | 0     | 0        | 2     | 1     | 2        | 26          | .667  | 258   | 61.0     | 48       | 2           | 29       | 3     | 4        | 68       | 4     | 0        | 16    | 16       | 2.36     | 1.26    |
| 2017      | STL       | 27    | 0     | 0     | 0     | 0        | 1     | 1     | 0        | 6           | .500  | 74    | 18.1     | 13       | 3           | 6        | 2     | 2        | 12       | 2     | 0        | 8     | 8        | 3.93     | 1.04    |
| 2018      | MIN       | 45    | 0     | 0     | 0     | 0        | 3     | 4     | 0        | 12          | .429  | 178   | 37.1     | 44       | 0           | 15       | 4     | 5        | 39       | 3     | 0        | 19    | 15       | 3.62     | 1.58    |
| 2018      | SEA       | 27    | 0     | 0     | 0     | 0        | 2     | 1     | 0        | 5           | .667  | 62    | 14.2     | 13       | 1           | 6        | 0     | 1        | 12       | 0     | 0        | 9     | 9        | 5.52     | 1.30    |
| '18計     | SEA       | 72    | 0     | 0     | 0     | 0        | 5     | 5     | 0        | 17          | .500  | 240   | 52.0     | 57       | 1           | 21       | 4     | 6        | 51       | 3     | 0        | 28    | 24       | 4.15     | 1.50    |
| 2019      | CIN       | 30    | 0     | 0     | 0     | 0        | 3     | 1     | 0        | 4           | .750  | 106   | 23.1     | 21       | 4           | 18       | 1     | 2        | 18       | 0     | 0        | 13    | 13       | 5.01     | 1.67    |
| MLB：15年 | MLB：15年 | 570   | 169   | 6     | 3     | 0        | 69    | 91    | 4        | 92          | .431  | 5915  | 1360.0   | 1554     | 132         | 419      | 31    | 45       | 854      | 32    | 8        | 714   | 651      | 4.31     | 1.45    |

- 2019年度シーズン終了時
- 各年度の太字はリーグ最高

### 記録
- オールスターゲーム選出：1回（2009年）

### 背番号
- 57（2006年 - 2010年）
- 19（2011年）
- 30（2012年 - 2013年）
- 59（2014年）
- 33（2015年 - 2016年途中、2018年7月31日 - 同年終了）
- 29（2016年途中 - 2017年）
- 32（2018年 - 同年7月29日、2019年）